# Recale
Recale là một đô thị ở tỉnh Caserta trong vùng Campania của Ý, có vị trí cách khoảng 25 km về phía bắc của Napoli và khoảng 3 km về phía tây nam của Caserta. Tại thời điểm ngày 31 tháng 12 năm 2004, đô thị này có dân số 7.264 người và diện tích là 3,2 km².
Recale giáp các đô thị: Capodrise, Casagiove, Casapulla, Caserta, Macerata Campania, Portico di Caserta, San Nicola la Strada.